# Leucosia (mitologia)
Leucosia (in greco antico: Λευκωσία?) è una sirena e una figura della mitologia greca e romana. 

## Il mito
Secondo il mito greco, Leucosia era il nome di una delle tre ancelle della dea Persefone, con la quale vivevano nell’antica Hipponion (odierna Vibo Valentia). 
Leucosia e le sue sorelle rappresentavano una vera e propria minaccia per i marinai. Annidate sugli scogli, con la dolcezza del loro canto ammaliavano i naviganti che costeggiavano le sponde del Tirreno, dal Circeo a Scilla; i naviganti perdevano il controllo delle navi e facevano naufragio, finendo per essere divorati. 
Nella tradizione figurativa e in quella letteraria, le sirene sono generalmente tre: Partenope (‘quella che sembra una vergine’), Leucosia (‘quella che ha candide membra’) e Ligea (‘la melodiosa dalla voce incantevole’). Esse sarebbero state mutate in uccelli da Demetra per punirle di non aver aiutato la loro compagna di giochi Persefone (figlia di Zeus e Demetra), quando Ade (il dio degli inferi) la rapì mentre insieme a loro stava cogliendo fiori, trascinandola nell’Averno. 
Il poeta ellenistico Licofrone, nel suo enigmatico poema Alessandra, è il primo a raccontare la storia della sirena Leucosia e delle sue sorelle. Secondo Licofrone esse operano insieme ma quando Odisseo rifiuta di fermarsi al loro canto le costringe al suicidio. Si gettano in mare dall'alto di una rupe e il mare conduce i loro corpi in luoghi diversi.

## Leucosia e Punta Licosa
Il corpo di Leucosia emerse nelle acque del golfo di Poseidonia (Paestum) da cui il nome di Leucosia dato a un'isoletta presso quella città, Punta Licosa.
A Castellabate, dove Leucosia si arenò, ogni anno si tengono i "Concerti sull'acqua" dedicati alla sirena. 
Le manifestazioni musicali si svolgono dinanzi all'isolotto di Licosa (punta estrema del golfo di Salerno nel comune di Castellabate) con la partecipazione di un complesso di musica sinfonica. 
In quell'area la memoria della Sirena Leucosia è avvertita sin dall'epoca greco-romana, ed è testimoniato anche da una delle quattro porte di Paestum chiamata Porta Serena ed aperta ad Oriente.
"Sul promontorio Enipeo, scagliata con violenza, Leucosia occuperà per molto tempo lo scoglio col suo nome,
dove il rapido Is ed il vicino Lari versano le loro acque".